# Корнев, Григорий Семёнович
Григорий Семёнович Корнев (1913 — 31 июля 1938) — военнослужащий РККА, танкист, участник боёв у озера Хасан 1938 года. Герой Советского Союза (1938, посмертно).

## Биография
Григорий Корнев родился в 1913 году в селе Городок (ныне в составе Минусинского района Красноярского края) в крестьянской семье. Русский. После окончания 7 классов работал в типографии города Минусинска.
Был призван в ряды Красной Армии в 1935 году, окончил полковую школу. В июле 1938 года Корнев участвовал в боях в районе озера Хасан в качестве командира танка 118-го стрелкового полка (40-я стрелковая дивизия, 1-я Приморская армия, Дальневосточный Краснознамённый фронт). В ходе боёв младший комвзвод Корнев уничтожил несколько огневых точек противника.
31 июля 1938 года, прорвавшись в расположение японских войск, экипаж его танка вёл трудный бой до тех пор, пока не иссякли боеприпасы. Даже когда танк был подбит, экипаж сражался до последнего, не покидая повреждённый танк. Тогда озверевшие японские солдаты окружили танк и сожгли его. Экипаж танка предпочёл смерть плену.
25 октября 1938 года Указом Президиума Верховного Совета СССР за героизм и мужество, проявленные в боях с японскими милитаристами, красноармейцу Григорию Семёновичу Корневу было посмертно присвоено звание Героя Советского Союза. Этим же указом высшая степень отличия СССР была присвоена и другим членам геройского экипажа — механику-водителю танка К. И. Пушкарёву и заряжающему Г. Я. Колесникову.

## Награды
- орден Ленина (25 октября 1938)[1];
- орден Красного Знамени (28 октября 1936)[2].

## Память
- Имя Героя Советского Союза Григория Корнева носит улица в городе Минусинск Красноярского края.